# Vladimir Korepin
Vladimir E. Korepin (São Petersburgo, 1951) é um professor do CN Yang Institute of Theoretical Physics da Stony Brook University. Korepin fez contribuições de pesquisa em diversas áreas da matemática e da física.

## Contribuições para a física
Korepin fez contribuições para vários campos da física teórica. Embora seja mais conhecido por seu envolvimento na física da matéria condensada e na física matemática, ele também contribuiu significativamente para a gravidade quântica. Nos últimos anos, seu trabalho se concentrou em aspectos da física da matéria condensada relevantes para a informação quântica.

### Matéria condensada
Entre suas contribuições para a física da matéria condensada, citamos seus estudos sobre gases quânticos de baixa dimensão. Em particular, o modelo 1D de Hubbard de férmions fortemente correlacionados, e o gás 1D de Bose com interações de potencial delta.
Em 1979, Korepin apresentou uma solução do modelo Thirring maciço em um espaço e uma dimensão de tempo usando o Bethe ansatz. Neste trabalho, ele forneceu o cálculo exato do espectro de massa e da matriz de espalhamento .
Ele estudou sólitons no modelo seno-Gordon . Ele determinou sua massa e matriz de dispersão, tanto semiclássica quanto com correções de um loop.
Junto com Anatoly Izergin, ele descobriu o modelo de 19 vértices (às vezes chamado de modelo Izergin-Korepin).
Em 1993, junto com AR Its, Izergin e NA Slavnov, ele calculou funções de correlação dependentes de espaço, tempo e temperatura na cadeia de spin XX. O decaimento exponencial na separação de espaço e tempo das funções de correlação foi calculado explicitamente.

### Gravidade quântica
Neste campo, Korepin trabalhou no cancelamento de infinitos ultravioleta em um loop na gravidade da casca de massa.

## Contribuições para a matemática
Em 1982, Korepin introduziu condições de contorno de parede de domínio para o modelo de seis vértices, publicado em Communications in Mathematical Physics. O resultado desempenha um papel em diversos campos da matemática, como combinatória algébrica, matrizes de sinais alternados, ladrilhos de dominó, diagramas de Young e partições planas . No mesmo artigo, a fórmula do determinante foi provada para o quadrado da norma da função de onda de Bethe ansatz. Pode ser representado como um determinante do sistema linearizado de equações de Bethe. Também pode ser representado como uma matriz determinante de segundas derivadas da ação Yang.
O chamado "Determinante Quântico" foi descoberto em 1981 por AG Izergin e VE Korepin.
O estudo de equações diferenciais para funções de correlação quântica levou à descoberta de uma classe especial de operadores integrais de Fredholm. Agora eles são referidos como operadores integrais completamente integráveis. Eles têm múltiplas aplicações não apenas em modelos quânticos com resolução exata, mas também em matrizes aleatórias e combinatória algébrica.

## Contribuições para informação quântica e computação quântica
Vladimir Korepin produziu resultados na avaliação da entropia de emaranhamento de diferentes modelos dinâmicos, como spins interativos, gases de Bose e o modelo de Hubbard. Ele considerou modelos com estados fundamentais únicos, de modo que a entropia de todo o estado fundamental seja zero. O estado fundamental é particionado em duas partes separadas espacialmente: o bloco e o ambiente. Ele calculou a entropia do bloco em função de seu tamanho e outros parâmetros físicos. Em uma série de artigos, Korepin foi o primeiro a calcular a fórmula analítica para a entropia de emaranhamento dos modelos XX (isotrópico) e XY de Heisenberg . Ele usou os Determinantes de Toeplitz e a Fórmula de Fisher -Hartwig para o cálculo. Nos estados Valence-Bond-Solid (que é o estado fundamental do modelo Affleck-Kennedy- Lieb -Tasaki de spins interativos), Korepin avaliou a entropia de emaranhamento e estudou a matriz de densidade reduzida. Ele também trabalhou em algoritmos de busca quântica com Lov Grover. Muitas de suas publicações sobre emaranhamento e algoritmos quânticos podem ser encontradas no ArXiv.
Em maio de 2003, Korepin ajudou a organizar uma conferência sobre cálculos quânticos e reversíveis em Stony Brook. Outra conferência ocorreu de 15 a 18 de novembro de 2010, intitulada Simons Conference on New Trends in Quantum Computation.

## Livros
- Essler, FHL; Frahm, H., Goehmann, F., Kluemper, A., & Korepin, VE, The One-Dimensional Hubbard Model. Cambridge University Press (2005).
- VE Korepin, NM Bogoliubov e AG Izergin, método de dispersão inversa quântica e funções de correlação, Cambridge University Press (1993).
- Modelos Exatamente Solucionáveis de Elétrons Fortemente Correlacionados. Volume de reimpressão, eds. FHL Essler e VE Korepin, World Scientific (1994).

## Honras
- O índice H de Korepin é 68 com mais de 20.431 citações.
- Em 1996, Korepin foi eleito membro da American Physical Society.[26]
- Membro da Associação Internacional de Física Matemática e do Instituto de Física.[26]
- Editor de Reviews in Mathematical Physics, o International Journal of Modern Physics and Theoretical and Mathematical Physics.
- Seu aniversário de 60 anos foi comemorado pelo Instituto de Estudos Avançados em Cingapura em 2011.[27]